# Hjalmar Tannlund
Carl Hjalmar Emanuel Tannlund, född den 19 januari 1874 i Lillhärdals församling, Jämtlands län, död i september 1951, bosatt i Stockholm, var en svensk militär. 
Tannlund blev underlöjtnant vid Kronprinsens husarregemente 1896, löjtnant vid Göta trängbataljon 1897 och kapten där 1910. Han blev adjutant 
hos inspektören för militärläroverken och vid Krigshögskolan 1912. Tannlund blev major vid trängen 1918 och var chef för Västmanlands trängkår 1919–1927. Han befordrades till överstelöjtnant 1924. Tannlund blev riddare av Svärdsorden
1917 och av Vasaorden 1924.
Tannlund omkom under vandring i Jämtlandsfjällen och något exakt dödsdatum har inte kunnat fastställas. Sista livstecknet är från den 20 september 1951 då han lämnade Vallbo. Sökandet efter Tannlund avslutades fredagen den 28 september utan resultat. Kroppen påträffades senare och jordfästningen ägde rum den 26 juli 1952. Han vilar på Norra begravningsplatsen utanför Stockholm.